# Голина (шкура)
Голина́ — дерма шкіри тварини, вільна від волосяного покриву, епідермісу, мездри (підшкірної клітковини) та сторонніх речовин. Зазвичай є напівфабрикатом шкіри в переддубильних операціях, але іноді (особливо оброблена і висушена) може бути кінцевим продуктом виробництва: наприклад, пергамент, сиром'ять.
Голину в шкіряному виробництві піддають різній обробці — золінню, знезолюванню, пом'якшенню — для підготовки її до дублення. Якість голини визначає багато важливих характеристик одержуваної в процесі виробництва шкіри, включаючи її міцність при розтягуванні та подовженні, пластичність, тягучість, м'якість і жорсткість, повітропроникність та паропроникність.